# Izumo no Okuni
Izumo no Okuni (japonsky 出雲 阿国, vlastním jménem Kuni, přibližně 1572–1613) byla japonská kněžka, tanečnice a pouliční herečka aktivní na začátku Období Edo, která je považována za zakladatelku divadelní tradice kabuki.
Z období 1604–1624 se dochovala tzv. Kjótská kniha (Kunidžo kabuki ekotoba), původně ve formě ilustrovaného svitku, která o jejím osudu vypráví formou představení na pomezí nó a kabuki. Okuni pocházela z města Izumo, kde byla chrámovou kněžkou (miko), patrně ve svatyni Izumo, a na přelomu 16. a 17. století putovala do hlavního města Kjóta. Tam si na břehu řeky Kamo vydělávala pomocí tance nenbucu odori spojeného s pronášením buddhistické mantry. Ačkoliv před koncem 16. století nebylo zakázáno ženám hrát divadlo, všichni profesionální herci byli muži a záznamy o ženských nebo smíšených souborech jsou z dřívějších období ojedinělé. Ke konci Období Muromači se začala rozvíjet kultura prostého obyvatelstva, tedy i amatérské divadlo, tance a karnevaly. V době míru po konci období Sengoku se ještě zvýšil hlad po radostnějších hrách a tancích.
S rostoucím publikem začala v roce 1603 Okuni na dočasně zbudovaném pódiu se souborem žen z okraje společnosti, většinou prostitutek, napodobovat ve smyslných představeních, plných sexuálních dvojsmyslů, maskulinní chování výstředních sebestředných členů pouličních gangů, složených z nízko postavených samurajů, kterým se říkalo kabukimono. Ženy tedy ve veselém „tanci kabuki“ (kabuki odori) hrály mužské role v mužských šatech a muži plnili vedlejší role a obstarávali hudební doprovod. Podle socioložky Eiko Ikegamiové byla subverze genderových rolí jedním z lákadel kabuki odori. Oblíbeným námětem jejích představení byla návštěva samuraje v čajovně a flirtování se společnicí čaja asobi. Jedním z mužských členů souboru měl být rónin Sanzaburó Nagoja, který byl zabit během duelu v roce 1603 nebo 1605. Není známo, byl-li jejím manželem nebo milencem a rozsah jeho podílu na vzniku kabuki je sporný. Okuni i Sanzaburó se krátce po smrti stali námětem her a legend, je proto složité oddělit osobu Okuni od její dramatizace nebo dokonce úplné fabulace. Jako rok jejího úmrtí se uvádí roky 1607 nebo 1613. Japonská spisovatelka Sawako Arijošiová v roce 1969 vydala román Izumo no Okuni inspirovaný jejím životem.
Kvůli povaze představení kabuki odori, která měla kazit morálku a působit jako reklama na nevěstince, šógun zakázal v roce 1629 ženám vystupovat v divadle a v roce 1652 byl zákaz rozšířen i na dospívající chlapce. Kabuki v tradiční podobě známé z vrcholu jeho popularity v 19. století vzniklo až v 90. letech 17. století.

## Galerie

Výjev z představení čaja asobi s Okuni (třetí díl) na pozlaceném papírovém šestidílném paravánu neznámého autora, 17. století
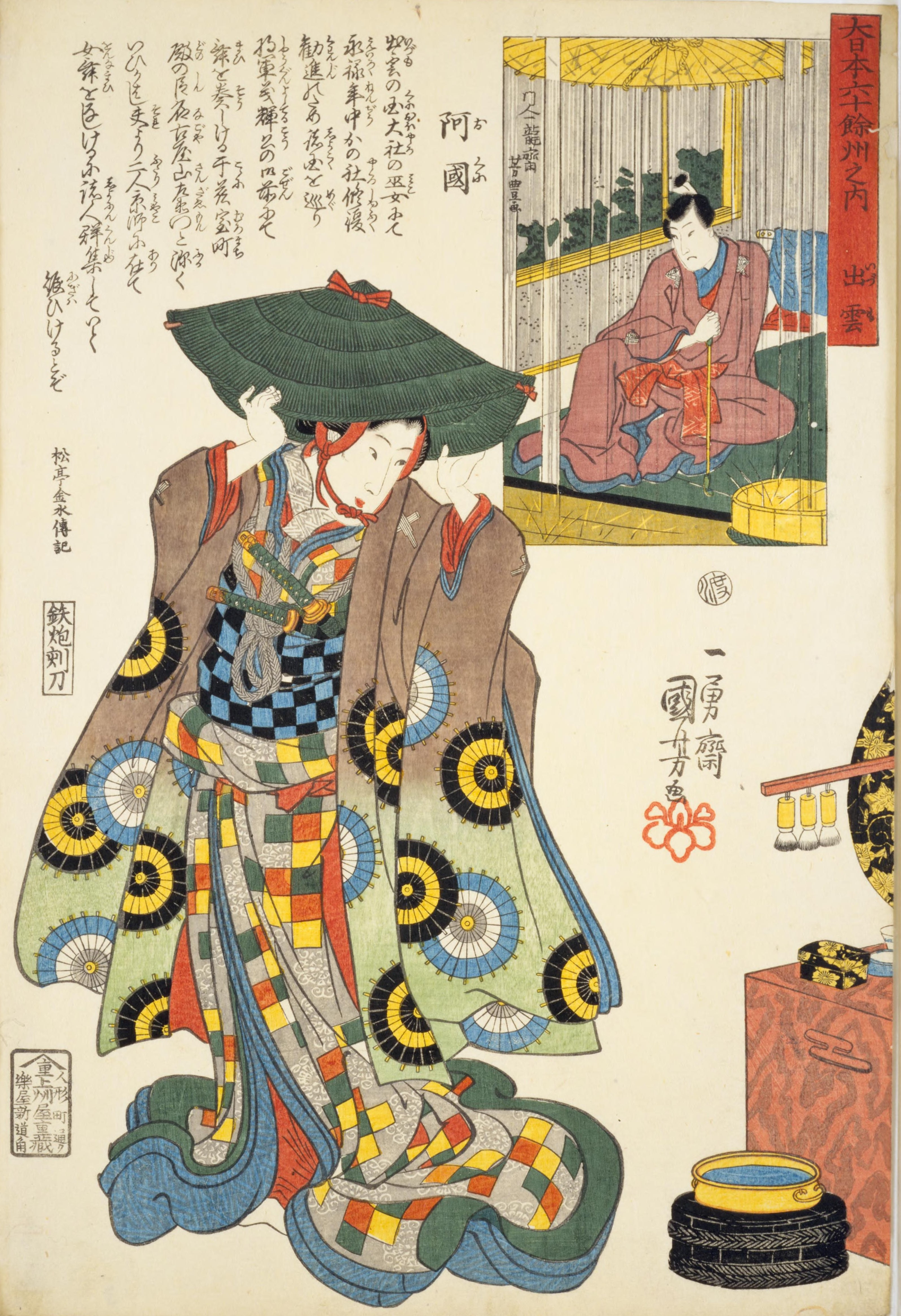
Okuni na deskotisku Kunijošiho a Kunisady, 40. léta 19. století
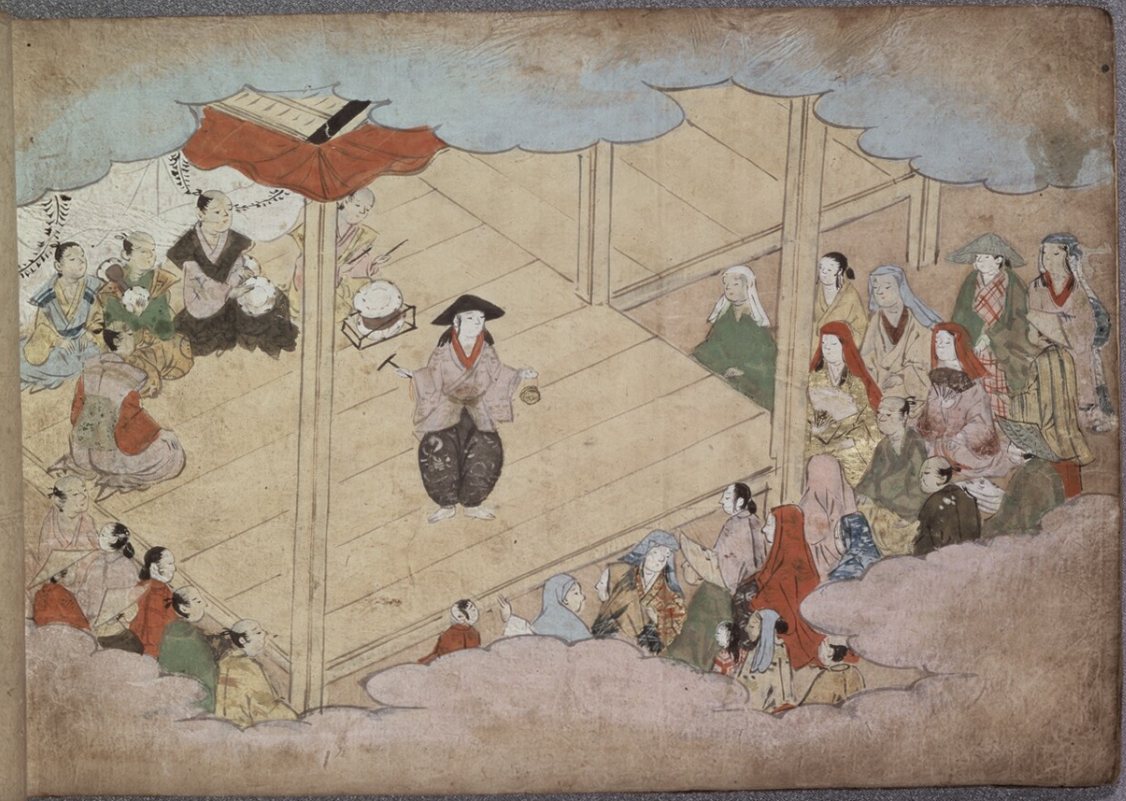
12. strana Kjótské knihy s ilustrací Okuni neznámého autora z počátku 17. století
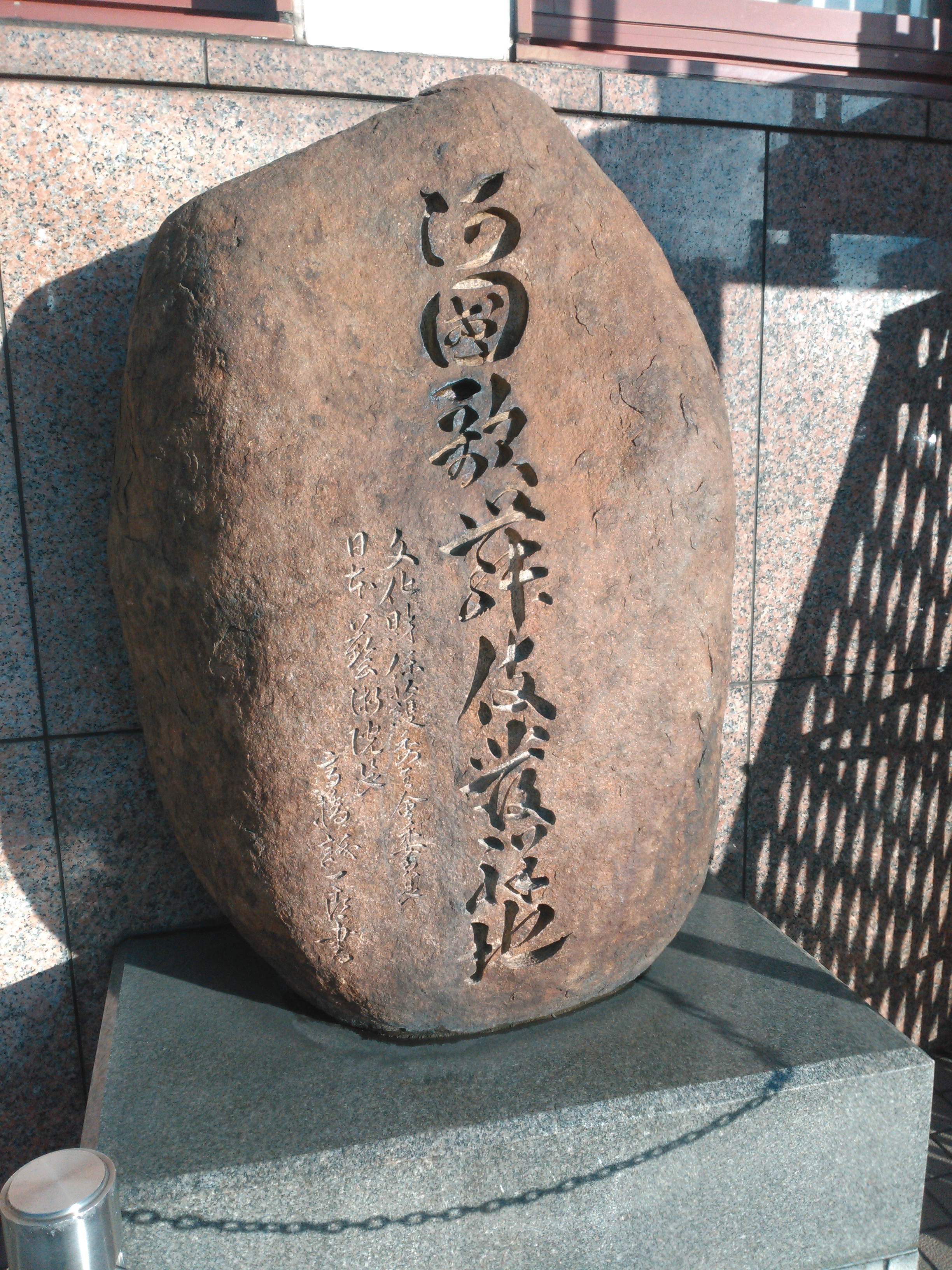
Kámen upomínající místo vzniku kabuki v Kjótu